# Vašvarski mir
Vašvarski mir ili Mir u Vašvaru (mađ. Vasvár), nazivan još i sramotnim mirom, bio je mirovni ugovor između Habsburške Monarhije i Osmanskog Carstva koji je uslijedio nakon Monošterske bitke ili bitke kod Sv. Gottharda 1. kolovoza 1664., gdje je Habsburška vojska, uz sudjelovanje njemačkih, francuskih, ugarskih i manjim brojem hrvatskih postrojbi teško porazila trupe velikog vezira Fazil Ahmed-paše Ćuprilića (tur. Köprülü). Umjesto da iskoristi pobjedu, Bečki dvor je požurio u Vasváru 10. kolovoza sklopiti mir koji je bio vrlo povoljan za Turke. Sklapanje mira, kao i prije toga osmanska opsada i rušenje utvrde Novi Zrin, izazvalo je veliko nezadovoljstvo vodećih velikaša u Hrvatskoj i Ugarskoj te je bio jednim od uzroka Zrinsko-frankopanske urote.